# The Kinks Choral Collection
The Kinks Choral Collection je album Raye Daviese a pěveckého sboru Crouch End Festival Chorus. Ve Spojeném království bylo vydáno 15. června 2009 a ve Spojených státech 10. listopadu 2009. Obsahuje několik studiových nahrávek skladeb Raye Daviese, z nichž všechny kromě jedné byly též nahrány jeho kapelou The Kinks.
Album začíná verzemi sedmi singlů The Kinks, těch méně známých (jako jsou „Shangri-La“ nebo „Celluloid Heroes“) i těch nejúspěšnějších (například „You Really Got Me“ nebo „Waterloo Sunset“). Také obsahuje titulní skladbu z Daviesova sólového alba Working Man's Café (2007), šest skladeb z alba The Kinks The Kinks Are the Village Green Preservation Society (1968) a končí verzí známého singlu The Kinks „All Day and All of the Night“.
Album bylo ve Spojeném království 7. prosince 2009 znovu vydané a obsahovalo Daviesův vánoční singl „Postcard From London“, na kterém se podílela také Chrissie Hynde.

## Seznam skladeb
Autorem všech skladeb je Ray Davies.
1. „Postcard From London“ [bonusová skladba obsažená pouze ve speciální edici]
2. „Days“
3. „Waterloo Sunset“
4. „You Really Got Me“
5. „Victoria“
6. „See My Friends“
7. „Celluloid Heroes“
8. „Shangri-La“
9. „Working Man's Café“
10. „Village Green“
11. „Picture Book“
12. „Big Sky“
13. „Do You Remember Walter?“
14. „Johnny Thunder“
15. „The Village Green Preservation Society“
16. „All Day and All of the Night“